# Geschichte der Computergrafik
Die Geschichte der Computergrafik, der computergestützten Erzeugung von Bildern, wurde insgesamt eher von neuen Entwicklungen im Hardware- als im Softwarebereich beeinflusst.
In den 1950er-Jahren wurden einige der ersten Computer mit Bildschirmen ausgestattet. In den 1960er-Jahren kamen erste grafische Computersysteme auf den Markt, die aber äußerst kostspielig waren und erst gegen Ende des Jahrzehnts von erschwinglichen Geräten ersetzt wurden. Betriebsfertige Komplettsysteme, die den Anwender von Softwaredetails abschirmten, erschienen in den 1970er-Jahren. Bedeutsame und zum Teil auch heute noch gebräuchliche Rendertechniken wurden entwickelt. In den 1980er-Jahren stieg die Computerleistung derartig an, dass auch PC-Anwender Computergrafiken selbst herstellen konnten. Neben technischen Anwendungen erlangten Multimedia- und andere nichttechnische Anwendungen zunehmende Bedeutung.

## 1950er: Anfänge

### Whirlwind und SAGE

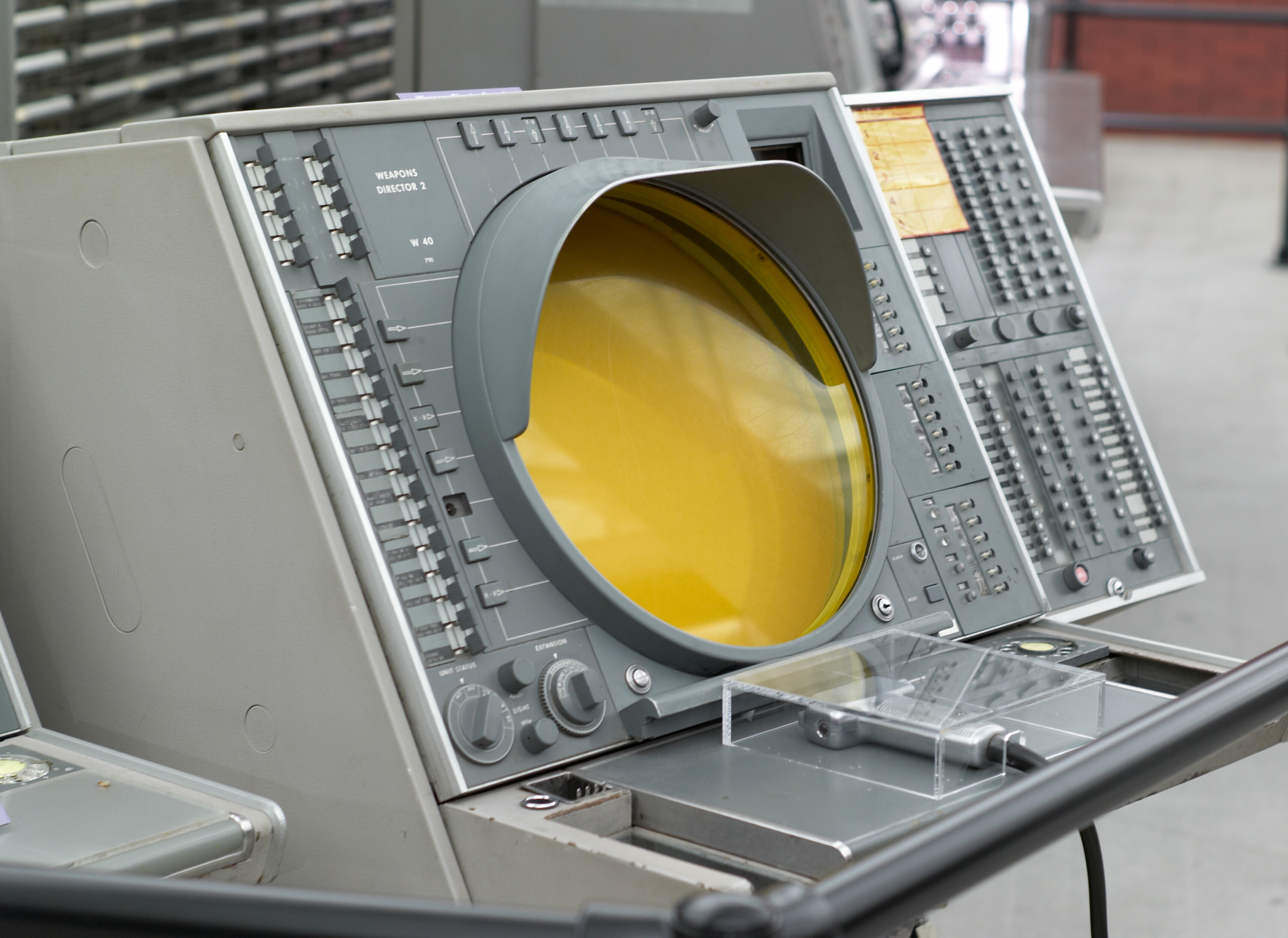
Eine Konsole des SAGE-Luftraumüberwachungs-
systems, die mit einem pistolenförmigen Lichtgriffel bedient wurde

Frühe Computer verwendeten als Ausgabegeräte Fernschreiber und Kettendrucker, mit denen sich Figuren und Diagramme nur sehr grob zeichnen ließen. Der am MIT entwickelte Whirlwind-Computer wird oftmals als Beginn der Computergrafik angesehen. Er verfügte ab 1951 über einen Kathodenstrahlröhren-Bildschirm, der sowohl für den Anwender als auch für Fotoapparate, die das Bild zum späteren Ausdruck aufnahmen, bestimmt war. Außerdem war er mit einem von Bob Everett entwickelten lichtgriffelähnlichen Gerät ausgestattet, mit dem sich direkt auf dem Bildschirm Eingaben machen ließen.
Whirlwind diente als Basis für den Prototyp des Luftraumüberwachungssystems SAGE, das für die US-Luftwaffe entworfen wurde und Radarinformationen interaktiv in Computerdarstellungen umwandelte. SAGE wurde ab 1955 mit Hilfe eines Lichtgriffels bedient: zeigte man damit auf ein Luftfahrzeug, so lieferte das System nähere Informationen.

### Erste CAD-Systeme
1951 begann das Forschungslabor von General Motors zu prüfen, welche Rolle künftige CAD-Systeme spielen könnten. IBM stellte das IBM-740/780-System vor, das in Verbindung mit dem IBM-704-Großrechner Punkte oder Linien auf einem Röhrenbildschirm darstellen konnte.
Die Forschungen von General Motors resultierten 1959 im ersten CAD-System, dem DAC-1, das von Don Hart und Ed Jacks in Zusammenarbeit mit IBM entwickelt und erst 1964 der Öffentlichkeit vorgestellt wurde. Dieses bahnbrechende System demonstrierte die Vorteile grafischer Interaktion für den Entwurfsprozess.

### Kunst und Unterhaltung
1950 zeichnete der Künstler Ben Laposky mit Hilfe von Oszilloskopen, die von analogen Computern gesteuert wurden, abstrakte Figuren. 1958 entwickelte William Higinbotham eines der ersten Videospiele, Tennis for Two.

## 1960er: Erste theoretische und kommerzielle Durchbrüche

Ausgaben verschiedener Zeichengeneratoren aus den frühen 1960er-Jahren

Mitte der 1960er-Jahre gab es bereits einige Forschungsprojekte und kommerzielle Produkte, die sich mit Computergrafik beschäftigten. Da zu dieser Zeit die Ein- und Ausgabe vor allem über Lochkarten lief, war die Hoffnung groß, dass sich interaktive Benutzerschnittstellen allgemein durchsetzen würden. Vorerst konnten sich jedoch nur wenige Firmen interaktive Computergrafik-Systeme leisten; erst gegen Ende des Jahrzehnts erschienen erschwinglichere Produkte. Nachdem akzeptable Ausgabegeräte verfügbar waren, wurden wieder Softwarefragen laut, da die Computergrafik kompliziertere Datenstrukturen als Arrays und verkettete Listen erforderte.
In den 1960er-Jahren gründeten sich die ersten Verbände von Forschern und Anwendern, die sich mit Computergrafik beschäftigten: Der Society for Information Display 1963 folgte das ACM Special Interest Committee for Computers, das 1969 zur Themengruppe SIGGRAPH wurde. Ein Großteil der US-amerikanischen Forschung auf dem Gebiet der Computergrafik wie auch der Informatik überhaupt wurde durch die ARPA finanziert.

### Grafikhardware

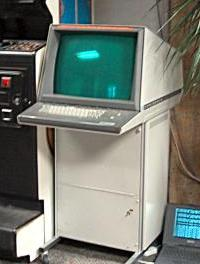
Tektronix 4014, ein frühes DVST-basiertes grafikfähiges Terminal

Ein größeres Hardwareproblem der frühen 1960er-Jahre war die Frage, wie sich Schriftzeichen und Linien auf einem Bildschirm ausgeben lassen konnten. Zeichengeneratoren waren nicht standardisiert und kosteten 2000 bis 10.000 US-Dollar.
Die ersten Speicherröhren-basierten grafischen Computerterminals kamen 1968 auf den Markt: Das Unternehmen Computer Displays bot die Advanced Remote Display Station und Computek die 400er-Serie an. Beide Geräte basierten auf der Tektronix-611-Speicherröhre und kosteten 12.000 bis 15.000 Dollar. Daraufhin brachte Tektronix mit dem ca. 9000 Dollar teuren T4002A, gefolgt vom 4000 Dollar teuren 4010 eigene Produkte auf den Markt. Diese auf so genannten Direct-View Storage Tubes (DVSTs) basierenden Sichtgeräte konnten eine Grafik anzeigen, ohne dass ein periodisches Neuzeichnen notwendig war. Dreidimensionale Darstellungen waren mit ihnen nicht möglich. Ungeachtet ihrer primitiven Grafik ermöglichten sie zehntausenden von Anwendern den Zugang zur Computergrafik, da vor dem Aufkommen der DVSTs alleine die Hardware von Grafikterminals 50.000 bis 200.000 Dollar gekostet hatte.
In der Folge stiegen weitere Hersteller mit anderen Technologien wie Vektor- und Plasmabildschirmen in dieses vergleichsweise günstige Preissegment ein. Der erste experimentelle Bildspeicher (Framebuffer) für Rastergrafiken wurde 1969 von Bell Laboratories entwickelt. Er verwendete 3 Bit pro Pixel, entsprechend acht Grautönen.

### Interaktivität und Benutzerschnittstellen

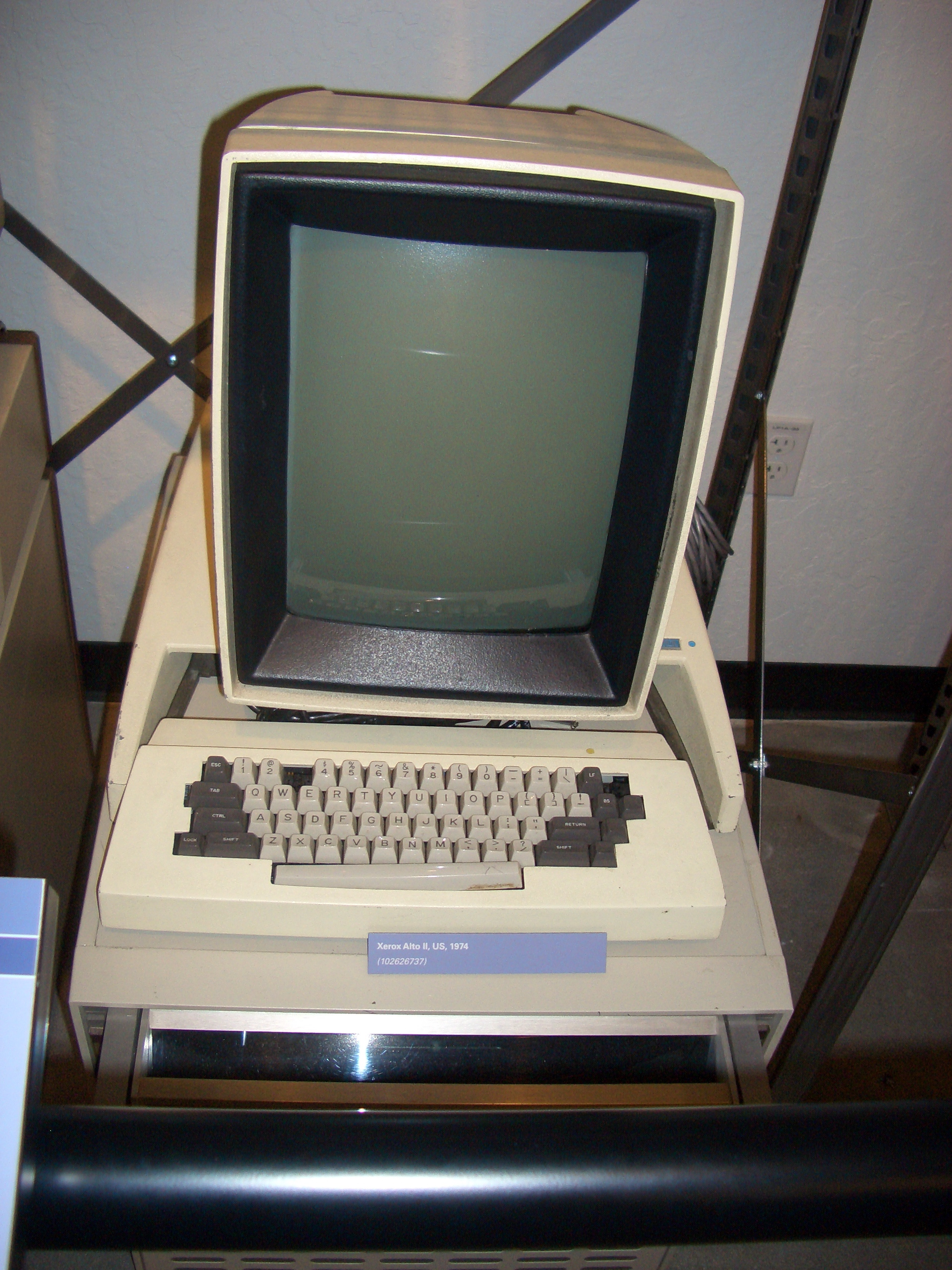
Der Xerox Alto, erster Computer mit grafischer Benutzeroberfläche

Ivan Sutherlands 1963 in seiner Dissertation vorgestelltes Sketchpad-Zeichensystem war ein Meilenstein in der Geschichte der interaktiven Computergrafik. Dieses Programm erlaubte es, einzelne Zeichnungen als Vorlagen zu speichern und hierarchisch aufzubauen, sodass man eine Zeichnung aus bereits vorhandenen „Modulen“ zusammensetzen konnte. Sutherland führte außerdem neuartige Interaktionsmöglichkeiten ein, von denen viele noch heute in Gebrauch sind, zum Beispiel Kontextmenüs. Mit Tastatur und Lichtgriffel ließen sich Befehle erteilen, Objekte auswählen und Zeichnungen anfertigen. Sutherlands Dissertation legte das Augenmerk auf die Schaffung und Optimierung einer grafischen Datenstruktur.
Einige Jahre später erweiterte Timothy Johnson das System um 3D-Fähigkeiten und nannte es Sketchpad 3. Dabei wurde der Bildschirm in die heutzutage immer noch gebräuchlichen drei Seitenansichten und eine Perspektivansicht unterteilt.
Alan Kay entwickelte 1969 für den Xerox Alto die erste grafische Benutzeroberfläche, die auch den späteren Apple Macintosh erheblich beeinflusste.

### CAD, Modellierung und Virtuelle Realität

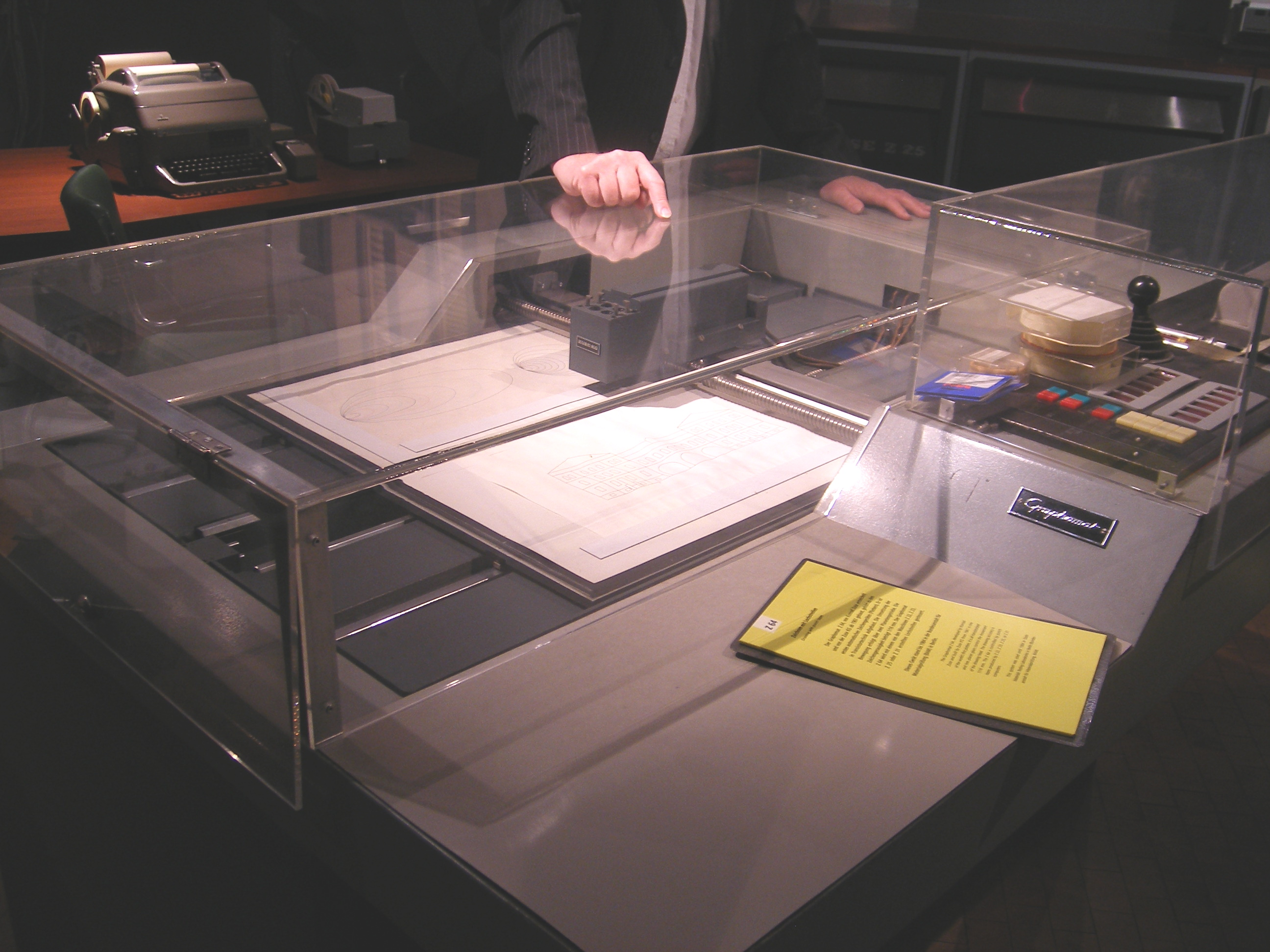
Der Z64 Graphomat, ein früher Plotter

William Fetter, ein Angestellter bei Boeing, verwendete 1960 die Bezeichnung computer graphics für seine Computerzeichnungen von Flugzeugcockpits mit Pilot. Zusammen mit Walter Bernhardt und anderen gab er die Punktkoordinaten eines Flugzeugmodells in eine Datenbank ein und druckte eine automatisch berechnete perspektivische Darstellung auf einem Plotter aus.
1963 fertigte John Lansdown perspektivische Zeichnungen an einem Elliott-803-Computer an und schrieb eigene CAD-Programme. Edgar Horwood entwickelte für das US-Bauministerium ein Kartografiesystem. Am MIT begann Steven Anson Coons Techniken zur parametrischen Modellierung von Flächen zu entwickeln.
Ein frühes System für Virtuelle Realität, bei dem das erste Head-Mounted Display zum Einsatz kam, wurde von Ivan Sutherland und seinen Studenten entwickelt. Es zeigte mehr oder weniger einfache Drahtgittermodelle an.
Zusammen mit David Evans gründete Sutherland 1968 Evans & Sutherland, das erste Unternehmen, das sich auf Computergrafik spezialisiert hatte. 1969 stellte es LDS-1 (Line Drawing System-1) vor, das erste kommerzielle CAD-Grafiksystem, das Drahtgittermodelle anzeigte.

### Rasterungs- und Renderverfahren
Für Digitalplotter, bei denen der Stift auf einem Raster bewegt wurde, entstanden in den 1960er-Jahren Rasterungsalgorithmen, etwa 1962 der Bresenham-Algorithmus zur Rasterung von Linien.
Zur Lösung des Sichtbarkeitsproblems entwickelte John Warnock 1969 den Warnock-Algorithmus. Ungefähr zur selben Zeit wurde der Raytracing-Algorithmus entdeckt.

### Kunst und Unterhaltung

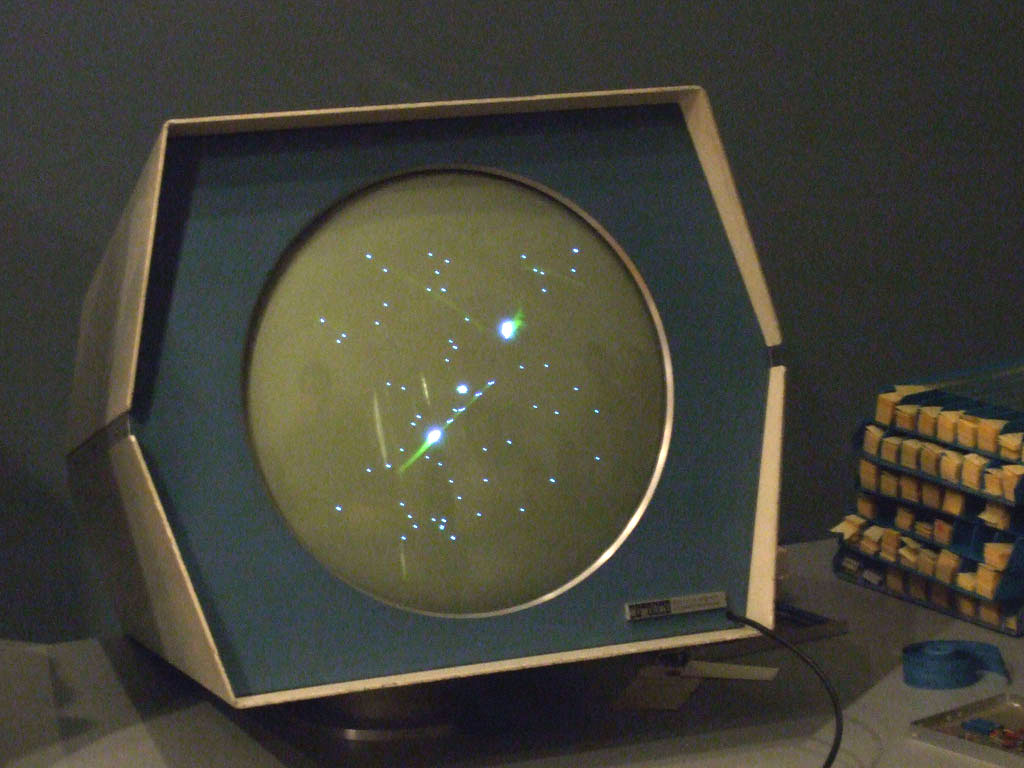
Bildschirm eines PDP-1, auf dem Spacewar läuft

Von 1961 bis 1962 entwickelten MIT-Studenten an einem PDP-1 das erste populäre Computerspiel, Spacewar. Ken Knowlton entwickelte 1963 die Programme BEFLIX und EXPOR, mit denen frühe computergenerierte Filme produziert wurden. Frieder Nake fertigte mit dem Graphomat Z64 vierfarbige Zeichnungen an. Im selben Jahr fand der erste Computerkunst-Wettbewerb statt, gesponsert von der Zeitschrift Computers and Automation. 1965 fand an der Technischen Hochschule Stuttgart die erste Computerkunst-Ausstellung statt, der weltweit viele weitere folgten. Ralph Baer entwickelte ab 1966 Odyssey, die erste kommerzielle Spielkonsole (später von Magnavox vermarktet). Ebenfalls 1966 produzierte John Whitney sr. den ersten digitalen computergenerierten Kurzfilm, Permutations; es folgten diverse weitere Computeranimationen wie etwa Charles Csuris Hummingbird (1967).

## 1970er: Komplettsysteme und Rastergrafiken
Während vorher Anwender die Software für ihre Grafikterminals selber schreiben mussten, änderte sich die Situation allmählich in den 1970er-Jahren. Diverse Softwarepakete, die das Zeichnen von Grafiken ermöglichten oder eine Benutzerschnittstelle bereitstellten, kamen auf den Markt. Außerdem wurden Komplettsysteme verkauft, die den Anwender fast vollständig von den Softwaredetails isolierten. Um der wachsenden Vielfalt der Hersteller und Technologien Herr zu werden, wurden Grafiknormen entwickelt. Die erste Konferenz der ACM SIGGRAPH fand 1974 statt und zog 600 Besucher an.

### Grafikhardware

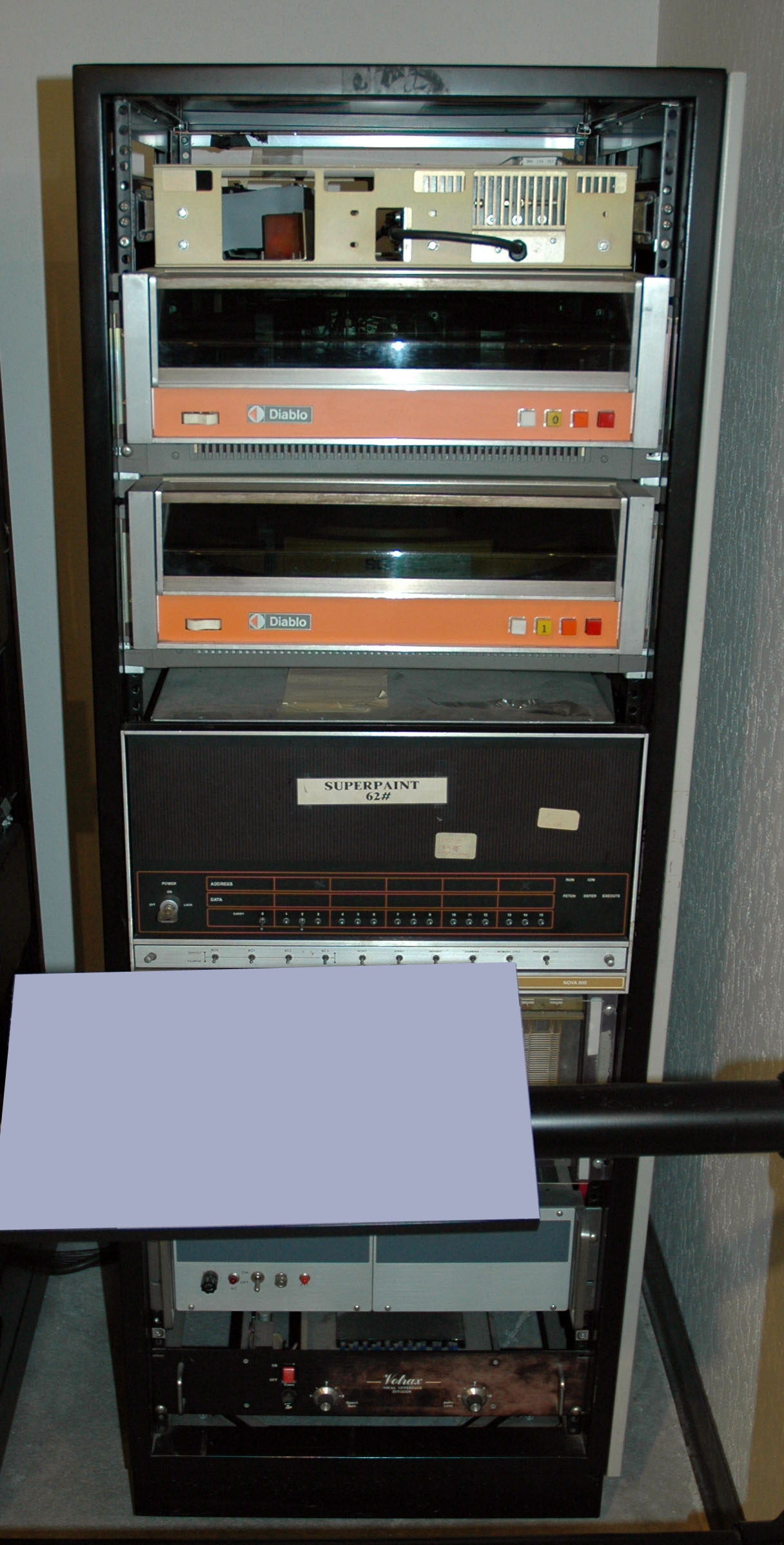
Das SuperPaint-System von Richard Shoup mit einem der ersten Framebuffer

Ungefähr ab Mitte der 1970er-Jahre wurde Speicherhardware günstig genug, um pixelbasierte Rasterbildschirme mit mehreren hundert Bildzeilen anzusteuern. Trotz des unausweichlichen Treppeneffekts boten Rastergrafiken im Vergleich zu Vektorgrafiken eine Reihe von Vorteilen: flimmerarme Darstellung auch bei komplexen Grafiken, gefüllte Flächen und kostengünstige Bildschirme, die auch Farbe darstellen konnten. Gegen Ende des Jahrzehnts waren Rasterbildschirme beliebter als DVSTs und Vektorbildschirme.
Der erste kommerzielle Framebuffer erschien 1973. Er wurde von Evans & Sutherland auf der Basis des experimentellen 3-Bit-Framebuffers von Bell Labs entwickelt. Den ersten 8-Bit-Framebuffer entwickelte 1978 Richard Shoup bei Xerox PARC.

### Ein- und Ausgabegeräte
Während sich die frühen Grafiksysteme nur über Tastaturen und Lichtgriffel bedienen ließen, setzten sich in den 1970er-Jahren eine Vielzahl weiterer Eingabegeräte wie Maus, Trackball, Grafiktabletts und berührungsempfindliche Geräte durch.
Unter den Ausgabegeräten wurden elektrostatische Plotter verfügbar, die schnelle und hochwertige monochrome Ausgaben lieferten. Langsamere elektromechanische Plotter mit mehreren Stiften erlaubten auch Farbausgeben. Außerdem erschienen Diabelichter und Tintenstrahldrucker, die ebenfalls farbige Grafiken unterstützten.
Die Entwicklung des Jahrzehnts, die die vielleicht weitreichendsten Auswirkungen haben sollte, war die Einführung des Personal Computers. Trotz seiner schlechten Grafik bewog er Hersteller dazu, günstige Plotter und Grafiktabletts herzustellen.

### Renderverfahren

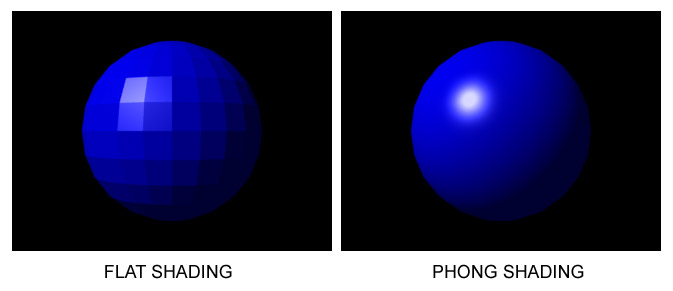
Ein Polyeder mit Phong Shading (rechts)

Eines der ersten mit rekursivem Raytracing berechneten Bilder (1980). Rekursives Raytracing ermöglicht die Simulation von spiegelnder Reflexion und Lichtbrechung.

Henri Gouraud und Bùi Tường Phong entwickelten für Evans & Sutherland die nach ihnen benannten Shadingverfahren Gouraud Shading und Phong Shading (1971 und 1975 veröffentlicht).
Edwin Catmull beschrieb 1974 den Z-Buffer zur Verdeckungsberechnung sowie Texture Mapping, mit dem sich die Oberfläche von 3D-Modellen mit Bildern ausstatten lassen. Jim Blinn entwickelte 1976 Reflection Mapping, das Spiegelungen ermöglicht, und zwei Jahre später Bumpmapping zur einfachen Simulation von Oberflächenunebenheiten.
Um 1979 entwickelten Douglas Scott Kay und Turner Whitted unabhängig voneinander rekursives Raytracing, eine Raytracing-Erweiterung, mit der sich Spiegelungen und Lichtbrechung simulieren lassen.

### Kunst und Unterhaltung
1973 entstand das erste reale Objekt, das vollständig am Computer modelliert wurde. Es wurde vom Künstler Ronald Resch entworfen und stellte ein großes Osterei dar. Peter Foldes’ mit Hilfe der Tweening-Technik gezeichnete Kurzfilm Hunger war der erste vollständig animierte, computerbasierte Film, der ein Lebewesen darstellte. Der erste Spielfilm mit 3D-Computer Generated Imagery (CGI) war Futureworld (1976), der das Polygonmodell einer Hand und eines Kopfes zeigte. Das Polygonmodell der Hand stammt von Edwin Catmull, der 1972 seine linke Hand digitalisierte und animierte. Zur gleichen Zeit erstellte Fred Parke die erste Computergrafik eines menschlichen Gesichts (dem Gesicht seiner Ehefrau). Beide Filme wurden als Vorreiter der Computeranimation gefeiert und fanden Verwendung in Futureworld.

## 1980er: Performancesprünge und Grafik für Endbenutzer
Mit der drastisch gestiegenen Systemleistung von PCs und Workstations hatten in den 1980er-Jahren auch Endbenutzer Zugang zur Computergrafik. In diesem sehr ereignisreichen Jahrzehnt gründeten sich viele bedeutsame Unternehmen mit Bezug zur Computergrafik wie Silicon Graphics (1981), Adobe, Autodesk und Sun Microsystems (1982), Aldus (1984) oder Softimage und Pixar (1986).

### Hardware

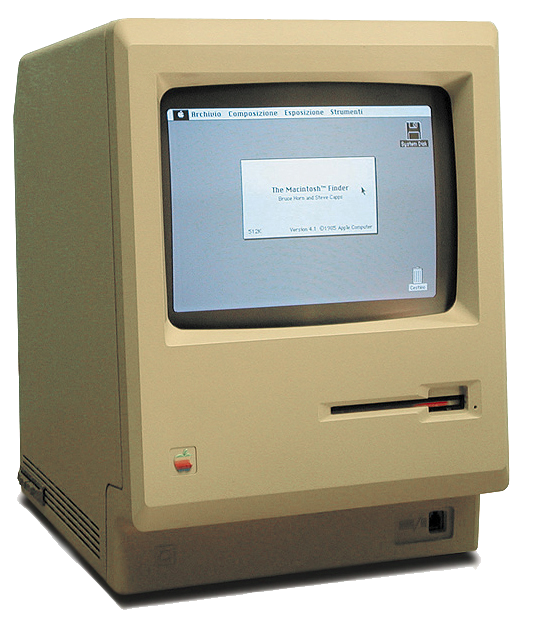
Der erste Apple Macintosh von 1984, erster PC mit grafischer Benutzeroberfläche

In den 1980er-Jahren waren High-End-Workstations in der Preisklasse 30.000 bis 100.000 Dollar in der Lage, plausible Bilder nahezu in Echtzeit zu rendern. Zur Verbesserung der Grafikleistung wurden Parallelprozessoren und Grafikbeschleuniger genutzt. Der erste kostengünstige Farb-Framebuffer für PCs wurde 1985 mit der TARGA-Grafikkarte von AT&T eingeführt. True-Color-Bildschirme mit über 1000 Bildzeilen wurden weithin verfügbar; Monochrombildschirme mit 3000 Bildzeilen waren für etwa 5000 Dollar zu haben. Die Maus entwickelte sich zum allgegenwärtigen Zeigegerät; die ersten Datenhandschuhe erschienen. Farbdrucker unterschiedlichster Typen eroberten den Markt.
Effektive stereoskopische Anzeigegeräte wurden erschwinglich. Frühere Geräte waren unhandlich und basierten meistens auf Rot-Grün-Filtern. 1989 konnte man 3D-Brillen oder polarisierende Flüssigkristallbildschirme für 2000 US-Dollar erwerben. Anwendungen fanden derartige Geräte hauptsächlich in der wissenschaftlichen Visualisierung.
Gegen Ende des Jahrzehnts entstand ein überlebensfähiger Markt für optische Datenerfassungsgeräte und dazugehöriger Software. Der ursprüngliche Hintergedanke war, technische Zeichnungen einscannen, automatisch vektorisieren und in die damals üblichen CAD-Dateiformate umwandeln zu können. Später entwickelte sich das Einscannen von Bildern zur Hauptanwendung.

### Anwendungsprogramme

Screenshot von MacDraw

CAD/CAM gelangte in den 1980er-Jahren zum vollen Durchbruch. Die Systeme begannen als Großrechner und wurden ab Mitte der 1980er-Jahre allmählich von Workstations abgelöst. Die erste Version der erfolgreichen AutoCAD-Software von Autodesk erschien 1982.
Die ersten PC-Anwendungen wie Textverarbeitung und Tabellenkalkulation waren textbasiert. Mit grafikfähigen PCs kamen auch günstige Grafikanwendungen auf den Markt, darunter CAD/CAM-Anwendungen, Präsentations- und Malprogramme. Die ersten Grafikprogramme für handelsübliche PCs waren MacDraw und MacPaint, die 1984 zusammen mit dem ersten Macintosh eingeführt wurden. Zum Ende des Jahrzehnts war Grafiksoftware für alle Anwendungsbereiche verfügbar.
Für den professionellen Markt entwickelten Alias Research und Wavefront Technologies eines der ersten 3D-Animationswerkzeuge.

### Grafiknormen und Standards
1985 verabschiedeten ANSI und ISO die erste 2D-Computergrafik-Norm, GKS, die konformen Anwendungsprogrammen gewisse Mindestanforderungen vorschrieb. Für 3D-Computergrafiken folgten 1988 GKS-3D und PHIGS. Daneben entstanden wichtige Industriestandards wie die Seitenbeschreibungssprache PostScript von Adobe oder X Window System, ein von einem MIT-Konsortium geleitetes System zur Bereitstellung grafischer Benutzeroberflächen.
IBM veröffentlichte für den IBM-PC 1981 den ersten Farbgrafikstandard, CGA, der von EGA (1984) und VGA (1987) ersetzt wurde.

### Renderverfahren

Links: Bild mit normalem Raytracing, rechts: die gleiche Szene mit Path Tracing. Diese Computergrafik von 1986 ist eine der ersten, die eine Kaustik darstellt.

1984 entwickelte eine Gruppe von Forschern der Cornell University Radiosity, zusammen mit Raytracing eines der beiden großen Verfahren zur Berechnung der Lichtverteilung und das erste Verfahren, das unter bestimmten Bedingungen globale Beleuchtung simulieren kann. Zwei Jahre später veröffentlichte Jim Kajiya die Rendergleichung, die die globale Beleuchtung auf ein mathematisches Fundament stellt, sowie den Path-Tracing-Algorithmus.

### Kunst und Unterhaltung
In den 1980er-Jahren begann die Computergrafik in größerem Ausmaß Anwendung in der Filmwirtschaft zu finden. Für den Film Star Trek II: Der Zorn des Khan entstand 1982 die erste volldigitale, computergenerierte Bildsequenz, inspiriert von Jim Blinns Fly-By-Animationen der Raumsonde Voyager. Der im selben Jahr gezeigte Film Tron war der erste Spielfilm, der in größerem Umfang 3D-CGI verwendete. Es erschienen die ersten 3D-Videospiele, etwa Cube Quest (1983) von Simutrek. Taran und der Zauberkessel (1985) war der erste abendfüllende Zeichentrickfilm, der computergenerierte 3D-Elemente enthielt. Im selben Jahr wurde in Das Geheimnis des verborgenen Tempels zum ersten Mal ein computergeneriertes Wesen – ein gläserner Ritter – in einem Spielfilm gezeigt. Willow (1988) war der erste Spielfilm, der eine digitale Morphing-Sequenz enthielt. Ein Pionier, der in den 1980er Jahren auf dem Gebiet der Bildenden Kunst mit Computergrafik experimentierte, war Jürgen LIT Fischer.

## 1990er: Multimedia und nichttechnische Anwendungen

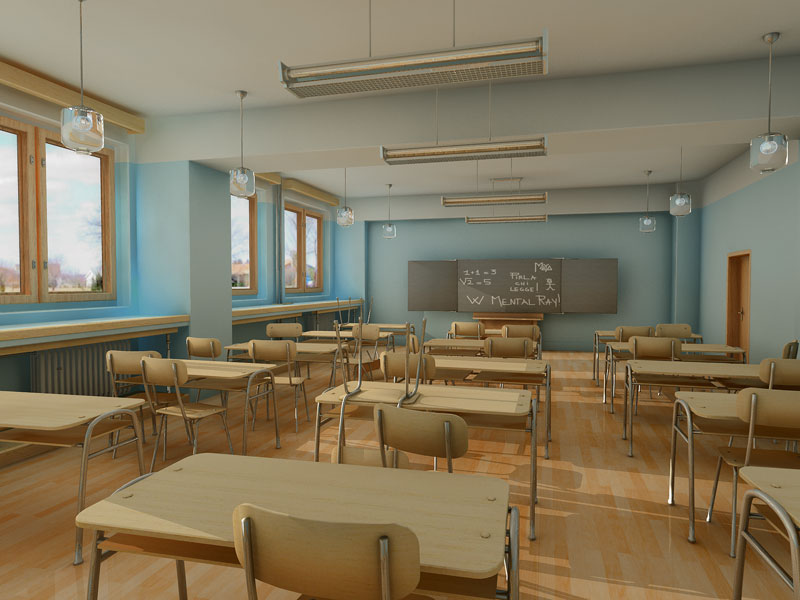
Mit einem modernen Algorithmus zur globalen Beleuchtung generierte Grafik

Ab den 1990er-Jahren verwischten sich zunehmend die Grenzen zwischen Computergrafik und verwandten Gebieten wie Bildverarbeitung. Hatten beide Felder vorher noch unterschiedliche Workstation-Architekturen erfordert, so wurden nun die Rechner schnell genug, um beide Aufgaben zu bewältigen. Zusätzlich wurde es möglich, Video- und Toninhalte zu kombinieren. Nicht zuletzt wegen der Nachfrage nach Notebooks kamen zunehmend Flachbildschirme auf den Markt.
CAD und Visualisierung drangen in immer mehr Anwendungsbereiche vor, etwa in die Architektur oder Medizin.
1992 wurde die erste Version der 3D-Grafik-Programmierschnittstelle OpenGL von Silicon Graphics veröffentlicht.
Während zu Beginn der 1990er-Jahre noch wissenschaftliche und technische Anwendungen vorherrschten, vorschob sich das Gewicht im Laufe des Jahrzehnts zunehmend auf nichttechnische Anwendungsgebiete.
Einen regelrechten Boom erlebten Computeranimationen für die Werbebranche sowie Animations- und Spielfilme. Bernard und Bianca im Känguruhland (1990) nutzte ausschließlich Disneys CAPS-Prozess und war somit der erste vollständig digital produzierte Zeichentrickfilm. Die computergenerierten, realistischen Dinosaurier in Jurassic Park (1993) setzten neue Maßstäbe für CGI. 1995 erschien Toy Story, der erste vollständig computergenerierte Kinofilm.
1996 stellte 3dfx mit Voodoo Graphics den ersten Grafikprozessor vor, der 3D-Hardwarebeschleunigung für den nichtprofessionellen Bereich anbot.